# São Domingos (Guinée-Bissau)
Pour les articles homonymes, voir São Domingos.
São Domingos est à la fois un secteur et une ville de la région de Cacheu en Guinée-Bissau. Le secteur contient également le principal point de contrôle frontalier vers le Sénégal à Jegue (du côté bissau-guinéen), Mpack du côté sénégalais. En 2016, il a été annoncé que ce passage frontalier serait considérablement développé avec un financement de l'UEMOA.